# Kernkraftwerk Brunswick
Das Kernkraftwerk Brunswick (engl. Brunswick Nuclear Generating Station) mit zwei Siedewasserreaktoren liegt nördlich der Stadt Southport im US-Bundesstaat North Carolina im Brunswick County, nach dem es benannt ist.

## Geschichte
Die Projektierung der Kernkraftanlage begann im Jahr 1968. Die beiden Reaktoren wurden von General Electric gebaut, Baubeginn war der 7. Februar 1970.
Brunswick-2 wurde als erster der beiden Blöcke fertiggestellt. Er erreichte seine erste Kritikalität am 20. März 1975. Am 29. April 1975 ging Block 2 dann ans Netz, am 3. November 1975 begann der kommerzielle Betrieb. Knapp ein Jahr später wurde Block 1 am 8. Oktober 1976 erstmals kritisch. Er ging daraufhin am 4. Dezember 1976 ans Netz und am 18. März 1977 in den kommerziellen Betrieb.
Brunswick war damit das erste Kernkraftwerk in North Carolina. In den 1980er Jahren wurden mit McGuire und Shearon Harris zwei weitere Kernkraftwerke im gleichen US-Bundesstaat in Betrieb genommen.
Am 25. Juni 2006 wurden auf Antrag des Betreibers die Betriebsgenehmigungen für die beiden Reaktorblöcke durch die Nuclear Regulatory Commission der Vereinigten Staaten um 20 Jahre verlängert. Die Betriebslizenz für den Reaktorblock Brunswick-1 endet demnach am 8. September 2036, die für den Block Brunswick-2 am 27. Dezember 2034.

## Anlage

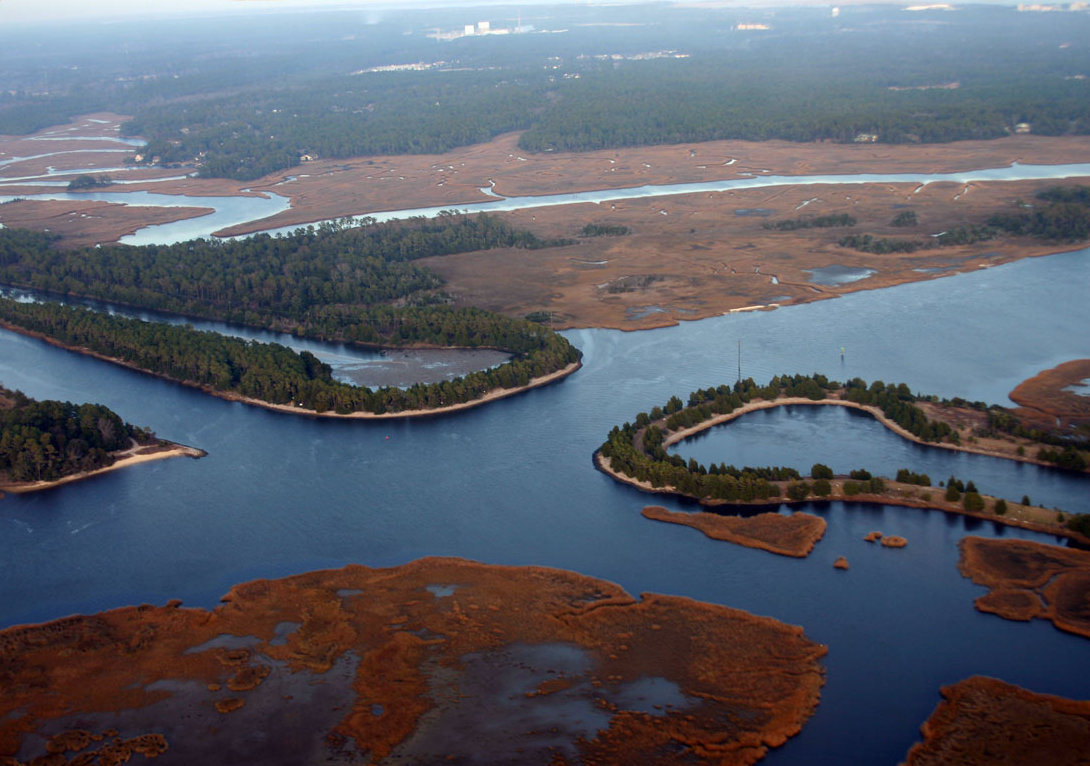
Ausflusskanal an der Unterführung des Atlantic Intracoastal Waterways

Betreiber und Haupteigentümer der beiden Reaktorblöcke ist Progress Energy (vormals Carolina Power & Light), ein Energieunternehmen aus North Carolina, das noch drei weitere Kernkraftwerke im Südosten der Vereinigten Staaten betreibt. Progress Energy hält 81,7 % der Anteile am Kernkraftwerk Brunswick, die restlichen 18,3 % hält die North Carolina Eastern Municipal Power Agency.
Die Reaktoranlage umfasst ein Areal von etwa 4,9 km2 und liegt neben landwirtschaftlich genutztem Gebiet, Feuchtgebieten und Wäldern.  Das Kühlwasser für die beiden Siedewasserreaktoren stammt aus dem Cape Fear River. Pro Minute werden etwa 3,8 Millionen Liter gefiltertes Wasser aus dem Fluss in die Kühlsysteme der beiden Reaktorblöcke gepumpt. Das erwärmte Wasser fließt dann durch einen etwa 9 km langen Ausflusskanal unter dem Atlantic Intracoastal Waterway hindurch in der Nähe von Oak Island in den Atlantik.
Beide Reaktorblöcke wurden zunächst mit einer elektrischen Nettoleistung von 790 Megawatt (MW) betrieben. Im Jahr 1992 erfolgte eine Reduktion der Leistung auf 767 MW (Brunswick-1) bzw. 754 MW (Brunswick-2). Ab 1998 wurde dann eine schrittweise Leistungssteigerung auf den aktuellen Stand von 938 bzw. 937 MW vorgenommen. Dies geschah durch Aufrüstung und Modernisierung eines Großteils der Ausstattung, insbesondere der Haupt-Transformatoren, der Kühlsysteme und der Hochdruckturbinen. Die thermische Leistung beider Reaktorblöcke liegt bei 2784 MW.
Die beiden Reaktorblöcke werden zur Grundlast-Stromversorgung eingesetzt und laufen während des Leistungsbetriebs immer mit voller Leistung. Der Kernbrennstoff wird etwa alle zwei Jahre ausgetauscht, die ausgebrannten Brennstäbe werden dabei zur Zwischenlagerung in das Abklingbecken des Kernkraftwerks Shearon Harris transportiert. Im Jahr 2002 brach der Reaktorblock Brunswick-1 mit 707 Tagen ununterbrochenen Betriebs den Laufzeit-Weltrekord für Leichtwasserreaktoren.
Das Kernkraftwerk versorgt etwa eine Million Haushalte im Südosten der Vereinigten Staaten mit Strom. Seit der Inbetriebnahme wurden bis 2020 499,960 TWh in das Stromnetz eingespeist.
Ein Besucherzentrum befindet sich etwa 1,5 km von der Reaktoranlage entfernt und zeigt über 30 Ausstellungsstücke zu den Themenbereichen Kernenergie, Energieeffizienz und Elektrizität.

## Daten der Reaktorblöcke
Das Kernkraftwerk Brunswick besitzt zwei Kraftwerksblöcke:
| Reaktorblock | Reaktortyp         | Nettoleistung | Bruttoleistung | Baubeginn  | Netzsynchronisation | Kommerzieller Betrieb | Abschaltung    |
| ------------ | ------------------ | ------------- | -------------- | ---------- | ------------------- | --------------------- | -------------- |
| Brunswick-1  | Siedewasserreaktor | 938 MW        | 990 MW         | 07.02.1970 | 04.12.1976          | 18.03.1977            | (geplant 2036) |
| Brunswick-2  | Siedewasserreaktor | 937 MW        | 989 MW         | 07.02.1970 | 29.04.1975          | 03.11.1975            | (geplant 2034) |